# Coupe Mitropa 1940
Navigation
Édition précédente Édition suivante
La Coupe Mitropa 1940 est la quatorzième édition de la Coupe Mitropa. Elle est disputée par huit clubs provenant de trois pays européens.
La finale opposant le Ferencváros FC au FC Rapid Bucarest n'est jamais disputée en raison de la Seconde Guerre mondiale.

## Compétition
Les matchs sont en format aller-retour. 

### Quarts-de-finale
| Équipe 1              | Résultat | Équipe 2           | Aller | Retour |
| --------------------- | -------- | ------------------ | ----- | ------ |
| Hungária FC           | 1-5      | FC Rapid Bucarest  | 1-2   | 0-3    |
| BSK Belgrade          | 4-0      | ASC Venus Bucarest | 3-0   | 1-0    |
| Slavia Sarajevo       | 4-11     | Ferencváros FC     | 3-0   | 1-11   |
| Gradjanski HSK Zagreb | 5-0      | Újpest FC          | 4-0   | 1-0    |

### Demi-finales
| Équipe 1              | Résultat | Équipe 2          | Aller | Retour | Match d'appui | Note |
| --------------------- | -------- | ----------------- | ----- | ------ | ------------- | --- |
| Gradjanski HSK Zagreb | 0-0      | FC Rapid Bucarest | 0-0   | 0-0    | 1-1           | (en) A play-off was played on neutral ground in Subotica to decide the tie. The game ended in a draw 1-1 (a.e.t.). The winner was decided by drawing of lots with Rapid Bucarest advancing to the finals. |
| BSK Belgrade          | 1-2      | Ferencváros FC    | 1-0   | 0-2    | -             | - |

### Finale
La finale est annulée, l'Europe étant l'un des théâtres de la Seconde Guerre mondiale.